# Senecio rowleyanus
Senecio rowleyanus, és una espècie que pertany a la família de les asteràcies.

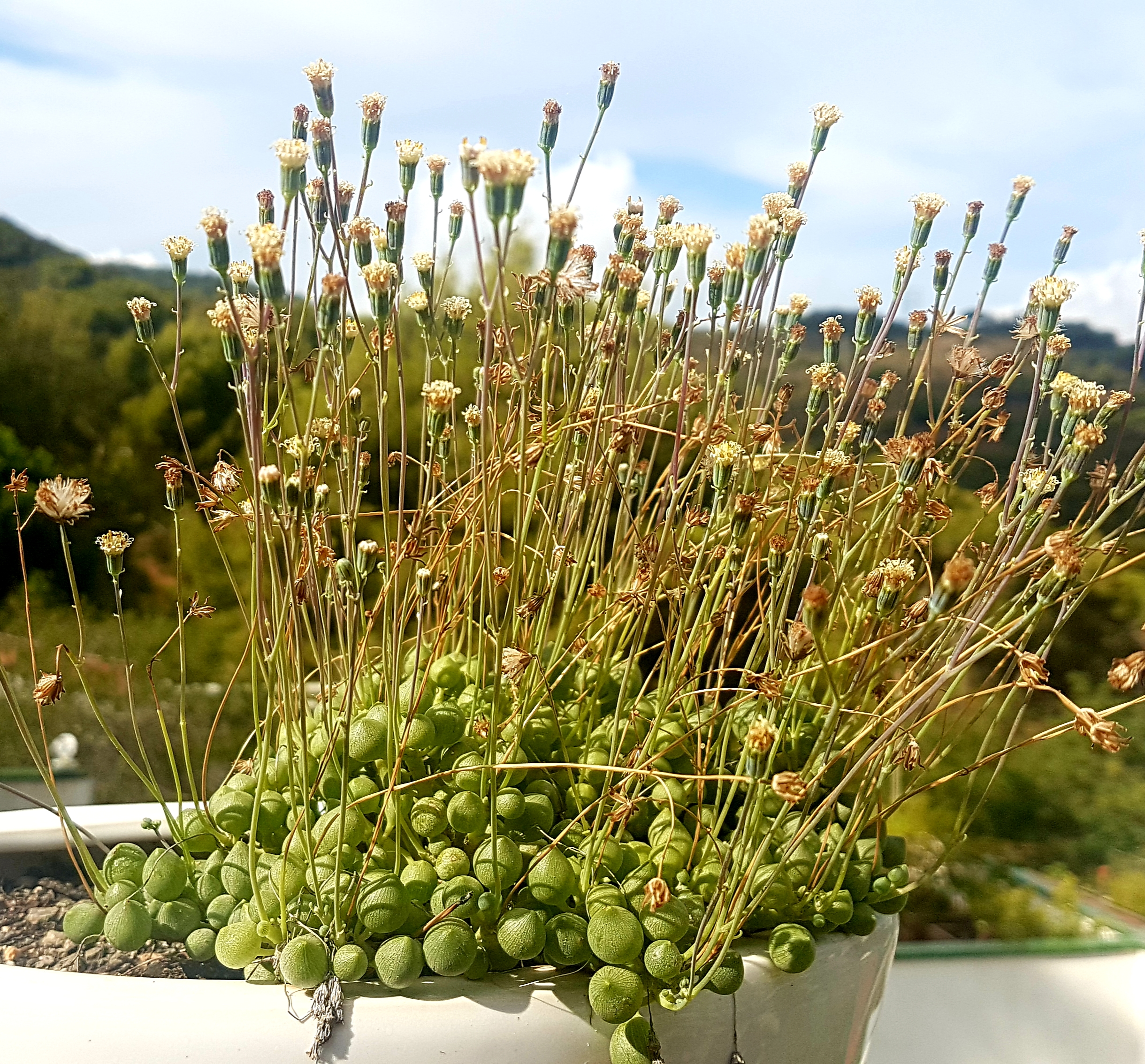
Senecio rowleyanus amb flors

## Descripció
Nativa del sud-oest de l'Àfrica, aquesta crassa perenne forma tapissos rastrers que arrelen en els nusos. Les fulles són esfèriques i mesuren 6 mm de diàmetre. Les flors blanques i com a margarides, de 12 mm de diàmetre, broten sobre peduncles de 35 mm a l'estiu. Aquesta planta es cultiva extensament en cistelles penjants, amb tiges pèndols de fulles grises que semblen comptes.

## Taxonomia
Senecio rowleyanus va ser descrita per Hermann Jacobsen (H. Jacobsen) i publicada al National Cactus and Succulent Journal 23(2): 30. 1968.

### Etimologia
- Senecio: nom genèric que prové del llatí 'senex' que siginica 'home vell'.
- rowleyanus: epitet en honor del botànic anglès Gordon Douglas Rowley.[2]

### Sinonímia
- Curio rowleyanus (H.Jacobsen) P.V.Heath[3]